# Меда (Италия)
Вижте пояснителната страница за други значения на Меда.
Мѐда (на италиански и на западноломбардски: Meda) е град и община в Северна Италия, провинция Монца и Брианца, регион Ломбардия. Разположен е на 221 m надморска височина. Населението на общината е 23 221 души (към 2010 г.).
До 2004 г. общината е част от провинция Милано.